# Banda sinfónica municipal de Sevilla
La Banda Sinfónica Municipal de Sevilla es una agrupación musical fundada antes de 1838 bajo el nombre de Banda del Asilo de Mendicidad de San Fernando. En 1913 fue municipalizada y pasó a depender directamente del Ayuntamiento de Sevilla (España).

## Directores
Ha contado entre sus directores aː
- Andrés Palatín Palma desde 1850.
- Antonio Palatín, hijo del anterior, fue director desde 1866.
- Manuel Font Fernández de la Herranz, director desde 1895.
- José del Castillo Díaz desde 1933. El 10 de julio de 1936 dirigió un concierto en la Alameda de Hércules en el que se presentó oficialmente el Himno de Andalucía.
- Pedro Braña Martínez desde 1944.
- José Albero Francés desde 1973.
- Francisco Javier Gutiérrez Juan desde 2003.

## Discografía
- Esta es la historia (2004), disco de marchas procesionales.

- Versión Original. Grabación realizada en el año 2006 en la que se recoge la versión original de diferentes marchas procesionales que se interpretan habitualmente durante las procesiones de Semana Santa.

- Maestros de la Pasión.

- Diez miradas a la Pasión.

- Espíritu navideño (2007).

- Dulce Navidad (2008).

- Palabras de Esperanza (2009) .